# Habralictus xanthogastris
Habralictus xanthogastris är en biart som först beskrevs av Joseph Vachal 1911.  Habralictus xanthogastris ingår i släktet Habralictus och familjen vägbin. Inga underarter finns listade i Catalogue of Life.